# Joseph Hieronymus Karl Kolborn

Schattenriss Kolborns aus seiner Zeit als Hofmeister der Grafen Stadion (1779, Silhouetten-Sammlung Schubert)

Joseph Hieronymus Karl Kolborn (* 8. März 1744 in Niederwalluf; † 20. Mai 1816 in Aschaffenburg) war ein deutscher Staatsmann und Weihbischof des Bistums Mainz mit Sitz in Aschaffenburg.

## Leben

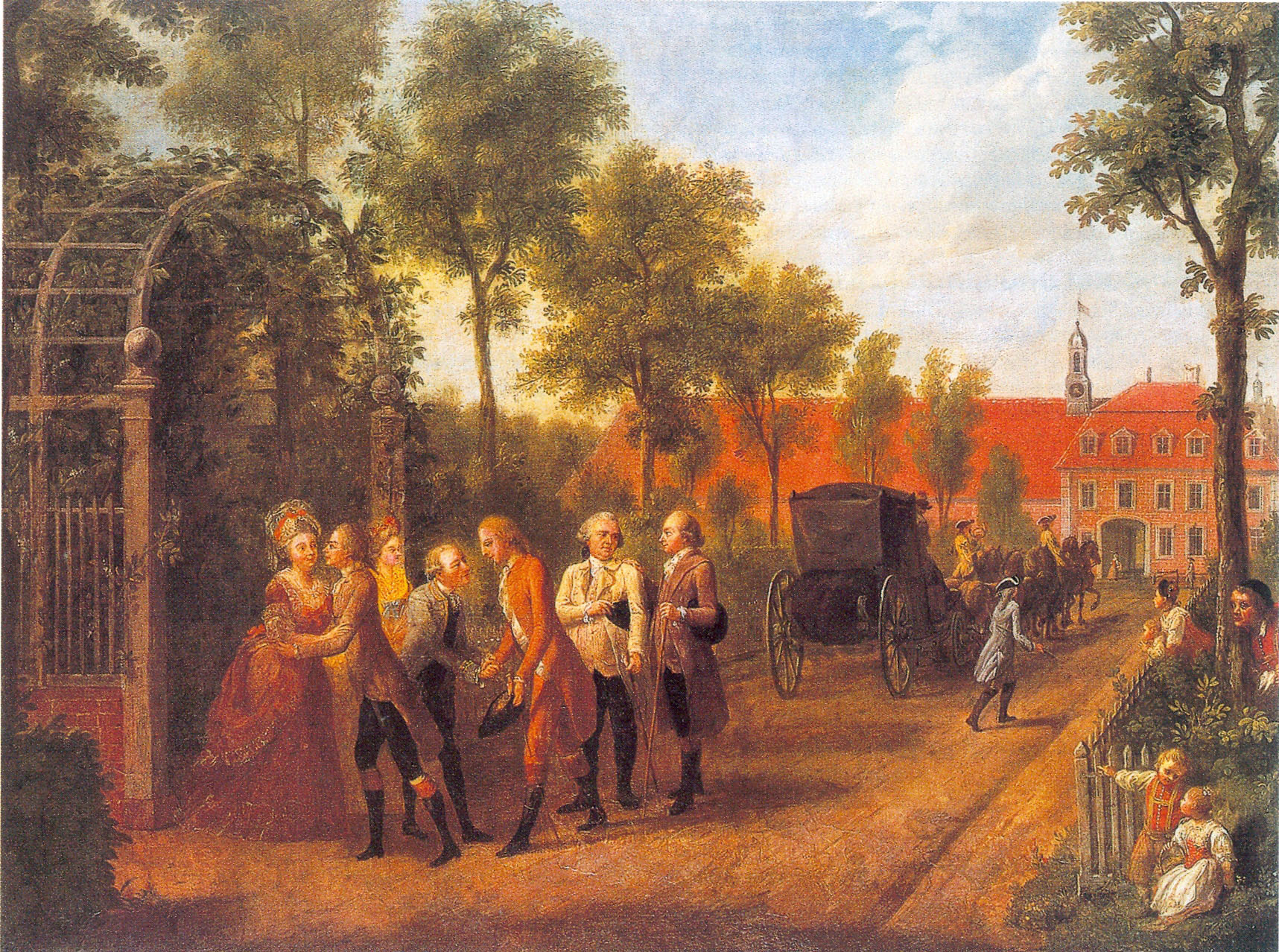
Kolborn auf einem Familiengemälde der Grafen Stadion (rechts im Bild)

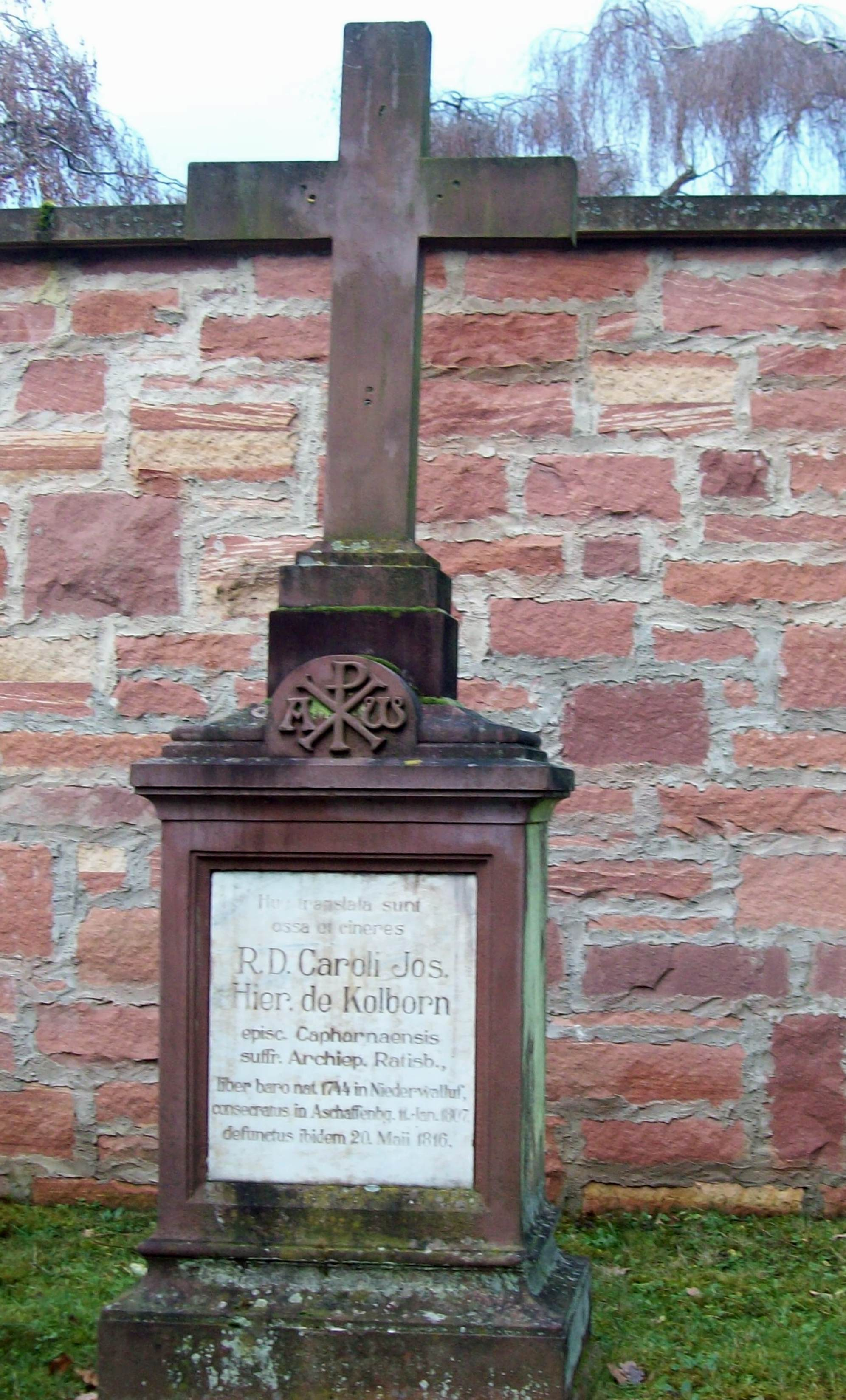
Grabstein im Aschaffenburger Altstadtfriedhof

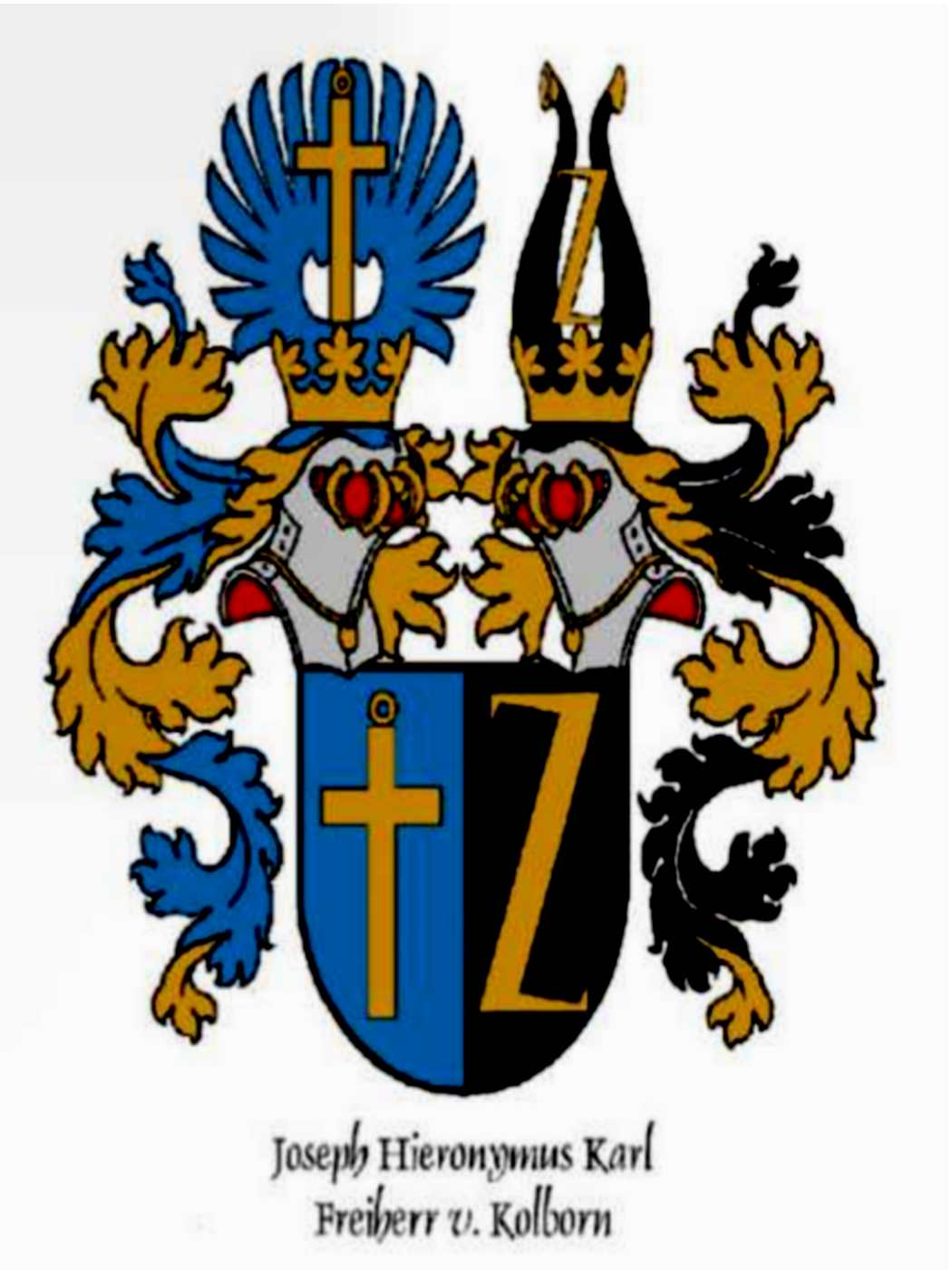
Wappen Kolborn in Siebmachers Wappenbuch Bd. II von 1856

Joseph Hieronymus Karl Kolborn war der Sohn des Oberschultheißen Sebastian Kolborn und seiner Ehefrau Anna Maria, geb. Mella. Er studierte katholische Theologie am Priesterseminar in Mainz, später an der Universität Mainz. Anschließend wurde er für die Familie Stadion als Erzieher der Grafen Friedrich Lothar und Johann Philipp von Stadion tätig und begleitete die Brüder bei ihrer Grand Tour und ihren Studien als Hofmeister. Er erwarb sich das Vertrauen dieser einflussreichen süddeutschen Familie und blieb den Brüdern zeitlebens ein enger Vertrauter und Ratgeber. Dem Einfluss dieser Familie verdankte er sein erstes Kanonikat an St. Stephan in Mainz, wo er 1792 Dekan wurde. 1785 wurde er auch Kanoniker an St. Leonhard in Frankfurt am Main. Seine Ernennung zum Geistlichen Rat 1788 soll er dem letzten Kurfürsten von Mainz Karl Theodor von Dalberg mit zu verdanken haben, der ihn auch mit seinen persönlichen Angelegenheiten befasste. 1794 wurde Kolborn Mitglied des Generalvikariats in Mainz, 1805 Geheimer Rat des Kurerzkanzlers Karl Theodor von Dalberg. 1806 wurde er als Nachfolger des verstorbenen Mainzer Weihbischofs Johann Valentin Heimes benannt und am 11. Januar 1807 in der Pfarrkirche ad B.M.V. in Aschaffenburg durch Karl Theodor von Dalberg konsekriert. Infolge der Verlegung von Dalbergs Bischofssitz von Mainz nach Regensburg wurde er Weihbischof in Regensburg. Als Titularbistum wurde ihm Kafarnaum am See Genezareth in Palästina im heutigen Staat Israel verliehen. In seine Amtszeit fiel die Abwicklung der süddeutschen Restbistümer nach der Säkularisation.
Kolborn war seinem Vorbild Dalberg folgend zeitweilig Illuminat. Er wurde 1813 als Freiherr des Großherzogtums Frankfurt nobilitiert.
Weihbischof von Kolborn starb am 20. Mai 1816 und wurde auf dem neuen Kirchhof (Altstadtfriedhof Aschaffenburg), den er selbst im Jahre 1809 geweiht hatte, begraben. Seiner Begräbnuß ist dahier noch kein Gleichnuß gewesen, denn sie war mehr als prachtvoll. Alles wollte derselben beiwohnen. Seine letzte Ruhestätte fand er unter dem Kreuz aus dem 1811 aufgelassenen Friedhof bei der Kirche St. Agatha, das auf den neuen Friedhof versetzt wurde, bei den Priestergräbern.

## Wappen
Der Wappenschild von Blau und Schwarz gespalten. Vorne ein goldenes schwebendes Kreuz mit einem Ring oben (Brustkreuz); hinten eine goldene Fußangel (Wolfsangel) in Gestalt eines Z (Stammwappen der Kolborn).
Auf dem Schild stehen zwei golden gekrönte Helme; vorne zwischen zwei offenen blauen Flügeln das goldene Kreuz, hinten zwischen zwei schwarzen Büffelhörnern die goldene Fußangel. Die Decken sind vorne blau und gold und hinten schwarz und gold. Geistliche Würdezeichen fehlen.
Das goldene Kreuz erhielt Weihbischof von Kolborn bei Erhebung in den Freiherrenstand als Wappenvermehrung (Freiherrenbrief von Fürst Primas Karl Theodor von Dalberg zu Aschaffenburg, anno 1813).